# Kanton Couches
Kanton Couches (francouzsky Canton de Couches) je francouzský kanton v departementu Saône-et-Loire v regionu Burgundsko. Tvoří ho 14 obcí.

## Obce kantonu
- Cheilly-lès-Maranges
- Couches
- Dezize-lès-Maranges
- Dracy-lès-Couches
- Essertenne
- Paris-l'Hôpital
- Perreuil
- Saint-Émiland
- Saint-Jean-de-Trézy
- Saint-Martin-de-Commune
- Saint-Maurice-lès-Couches
- Saint-Pierre-de-Varennes
- Saint-Sernin-du-Plain
- Sampigny-lès-Maranges